# Víctor Muñoz Villanueva
Víctor Muñoz Villanueva (Barcelona, 13 de julio de 2003), más conocido como Víctor Muñoz,  es un futbolista español que juega como centrocampista ofensivo en el Club Atlético Osasuna de la Primera División de España.

## Trayectoria
Nacido en Barcelona, es un futbolista formado en las categorías inferiores del San Gabriel desde 2012 a 2014, fecha en la que ingresó en La Masía para formar parte del FC Barcelona en el que estuvo desde 2014 a 2017.
Desde 2017 a 2021, formaría parte de las categorías inferiores del CF Damm. 
El 22 de junio de 2021, ingresó en la cantera del Real Madrid Club de Fútbol, para jugar en el juvenil "A", con el que sería campeón de la Copa del Rey Juvenil.
En la temporada 2022-23, formó parte del RSC Internacional FC de la Tercera Federación, el segundo filial madridista.
En la temporada 2023-24, promocionó al Real Madrid Castilla de la Primera Federación.
El 11 de mayo de 2025 en la temporada 2024-2025 en el partido correspondiente a la jornada 35 de la Liga española de futbol se produce su debut con el primer equipo del Real Madrid Club de Fútbol en El Clásico frente al FC Barcelona en el Estadio Olímpico Lluís Companys, entró al campo en el minuto 88 debido a la lesión de Vinícius Júnior, en el primer balón que tocó tuvo una ocasión muy clara para poner el 4-4 en el marcador pero no encontró portería, tras este fallo tuvo infinidad de críticas en las redes sociales.
En julio de 2025, Víctor jugó el Mundial de Clubes, en el que fue el estreno del club blanco en esta competición. Su primer partido se disputó frente al Al-Hilal, donde ingresó al terreno de juego en el minuto 80 sustituyendo a Vinícius Jr. El encuentro finalizó con empate 1-1.
El 11 de julio de 2025, el Real Madrid C.F. y el C.A. Osasuna, acuerdan el traspaso del canterano merengue a cambio de 5.000.000€ y el 50% de los derechos del jugador catalán que tendrá una cláusula de rescisión de 40.000.000€ , y en que el conjunto blanco se guarda una opción de recompra durante las tres próximas temporadas. Firmó con el equipo navarro hasta el 30 de junio de 2030.

## Estadísticas
| Club                 | País   | Categoría | Año       | Partidos | Goles |
| -------------------- | ------ | --------- | --------- | -------- | ----- |
| Real Madrid C        | España | 3.ª RFEF  | 2022-2023 | 31       | 10    |
| Real Madrid Castilla | España | 2.ª RFEF  | 2023-2025 | 63       | 12    |
| Real Madrid C. F.    | España | 1.ª       | 2024-2025 | 4        | 0     |
| C. A. Osasuna        | España | 1.ª       | 2025-     | 1        | 0     |